# Akwatia
Akwatia – miasto w Ghanie, w regionie Wschodni.